# Енергетичний перехід

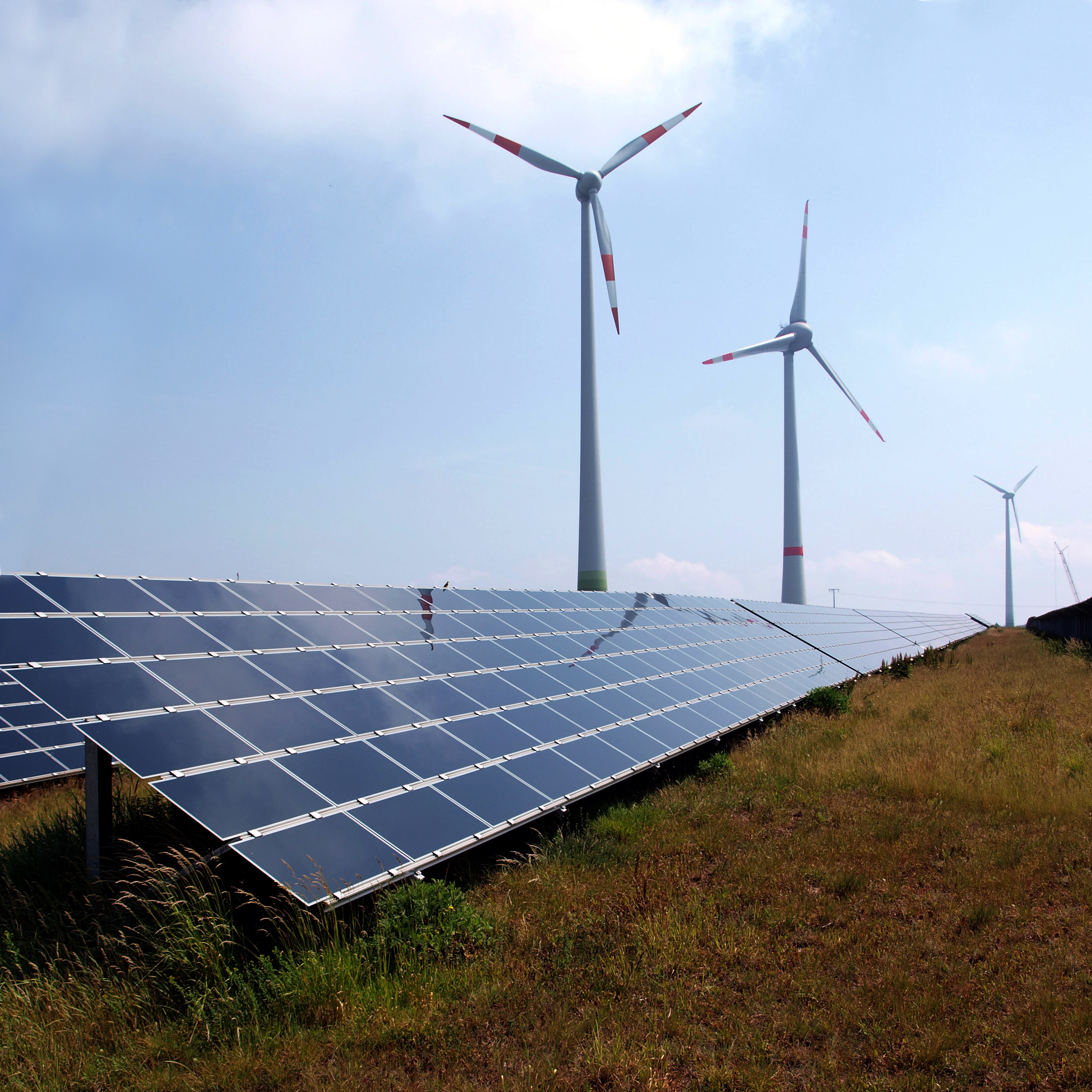
Сонячні панелі та вітряки на вітряній фермі у Шнеебергерхоф у німецькій землі Райнланд-Пфальц

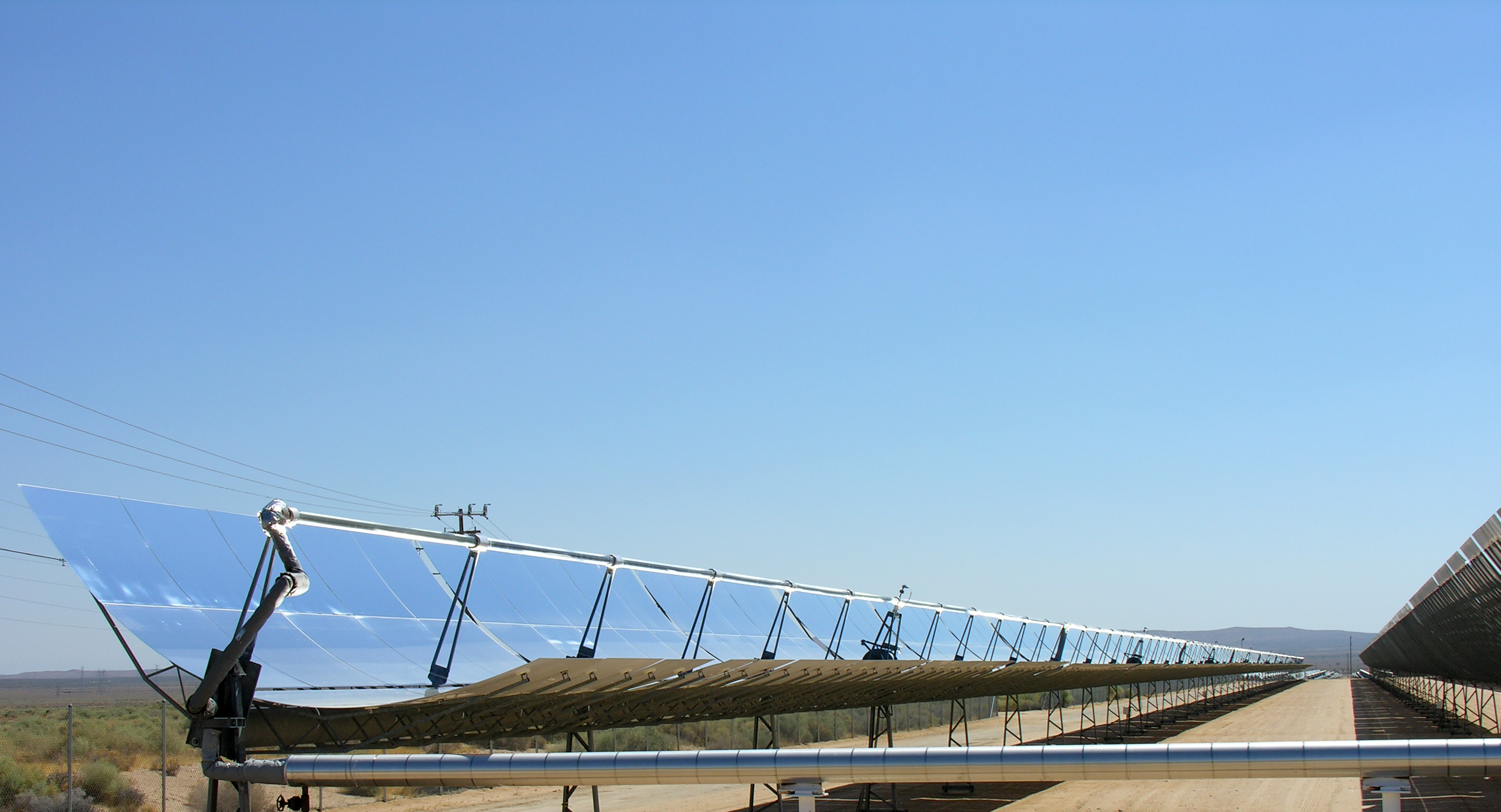
Параболічне «корито» сонячної електростанції неподалік міста Крамер Джанкшн у каліфорнійській долині Сан-Хуакін

Енергетичний перехід (нім. Energiewende, англ. Energy transition) — значна структурна зміна в енергетичній системі. У ході енергопереходу збільшується частка нових первинних джерел енергії та відбувається поступове витіснення старих джерел у загальному обсязі енергоспоживання.
Сучасний енергоперехід — це перехід декількох країн до сталих економік шляхом відновлюваної енергетики, енергоефективності та сталого розвитку.

## Термін та історія
Термін завдячує своїм існуванням публікації 1980 року німецького Інституту Прикладної Екології (нім. Öko-Institut), в якій йшлося про необхідність повної відмови від ядерної енергії та енергії з нафти. 16 лютого того ж року в німецькому Федеральному міністерстві Навколишнього Середовища в Берліні відбувся симпозіум під назвою Енергетичний перехід: поступова відмова від атомної енергетики та захист клімату. Погляди Öko-Institut, які спочатку зустріли в штики, поступово стали базовими в енергетичній політиці. В наступні десятиріччя термін розширювався у значенні, та набув свого поточного змісту не пізніше 2002 року.
'Енергетичний перехід' означає суттєву зміну у енергетичній політиці: він включає переорієнтацію політики від попиту до пропозиції та зміну від централізованої до розподіленої генерації (наприклад, виробництво тепла та електроенергії у дуже маленьких когенераційних установках), яка має замінити перевиробництво та споживання енергії, якого б можна було уникнути за рахунок енергозберігаючих заходів та збільшеної ефективності.
У більш широкому сенсі, енергетичний перехід також включає демократизацію енергетики: У традиційній енергетичній галузі, декілька великих енергетичних компаній з великими централізованими генераціями (ТЕС, ГЕС, АЕС), домінують на рику як олігополія та, як наслідок, накопичують турбуючий рівень економічної та політичної влади. Натомість, виробництво відновлюваної енергії, як правило, може бути створено децентралізовано. Громадські (муніципальні, регіональні) вітряні ферми та сонячні парки можуть прямо залучати громадян у виробництво електроенергії. Фотоелектричні системи можуть навіть встановлюватись індивідуально. Муніципальні енергопроекти можуть навіть приносити фінансову вигоду громадянам, в той час, як традиційна енергетика має лише обмежене коло власників. Також дуже важливим є, що децентралізована структура виробництва відновлюваної енергії створює додану вартість на місцях і мінімізує відтік капіталу з регіону. Таким чином, джерела відновлюваної енергії відіграють важливу зростаючу роль у муніципальній енергетичній політиці, і часто підтримуються місцевою владою.
В історії виділяються чотири енергопереходи, в даний час світ знаходиться на початку четвертого. :
- перший енергоперехід — від біопалива (дрова, деревне вугілля тощо) до вугілля (частка вугілля в первинній енергії в 1840 — 5 %, в 1900 — 50 %);
- другий енергоперехід — збільшення частки нафти в первинній енергії (1915 — 3 %, 1975 — 45 %);
- третій енергоперехід — розширення використання газу (1930 рік — 3 %, 2017 — 23 %);
- четвертий енергоперехід — перехід до відновлюваних джерел енергії: енергії вітру, Сонця, припливів тощо (2017 рік — 3 %).

Сучасні енергетичні переходи розрізняються за мотивами та цілями, рушійними силами та управління. З розвитком національні енергосистеми ставали дедалі більше інтегрованими, перетворюючись на великі міжнародні системи, які ми спостерігаємо сьогодні. Історичні зміни енергетичних систем широко вивчені. Хоча в історії зміни в енергетиці, як правило, розгорталися протягом багатьох десятиліть, це спостереження може виявитися не застосовним до нинішнього енергетичного переходу, який відбувається в інших політичних та технологічних умовах.

## Загальний опис сучасного енергетичного переходу

Вугілля, нафта і природний газ залишаються основними джерелами енергії у світі, навіть незважаючи на те, що відновлювані джерела енергії розвиваються випереджальними темпами.

Підвищення глобальної середньої температури поверхні 1880–2016 (порівняно з 1951–1980)

Глобальні викиди вуглецю з викопних джерел між 1800 і 2007 роками

Кінцевою метою сучасного (четвертого) енергетичного переходу є відмова від використання вугілля та інших невідновлюваних енергоресурсів.
Цілі ЕС вимагають зростання частки відновлюваної енергії у загальному споживанні до 35 % до 2020 року.
Поточний перехід до відновлюваних джерел енергії та інших видів стійкої енергетики значною мірою обумовлений точкою зору, що глобальні викиди вуглецю мають бути зведені нанівець. Оскільки викопне паливо є найбільшим джерелом викидів вуглецю, обсяг викопних видів палива, який може вироблятися, був обмежений Паризькою угодою COP21 від 2015 року, щоб підтримувати глобальне потепління на рівні нижче 1,5 ° C. В останні роки термін «енергетичний перехід» використовується для позначення початку стійкої енергетики рахунок ширшій інтеграції відновлюваних джерел енергії у сферу повсякденного життя (перехід до так званої «зеленої економіки»).
Спроби прискореного переходу до використання відновлюваної енергії пов'язані з ризиками (див. Світова енергетична криза), що випливають з нестабільності її вироблення та необхідністю збільшення видобутку корисних копалин (наприклад, металів для виробництва акумуляторів), що веде до погіршення екологічної ситуації.
Відновлювані джерела енергії включають вітер, біомасу, біогаз (наприклад, звалищний газ та газ стічних вод), гідроенергетику, сонячну енергетику (теплову та фотоелектричну), геотермальну енергетику, енергію морських хвиль та океану. Ці відновлювані джерела покликані слугувати альтернативою до викопного палива (нафта, вугілля, природний газ) та ядерного палива (урану).
Розрізнені заходи часто мають лише обмежений потенціал, тому для своєчасної реалізації енергетичного переходу потрібно кілька підходів паралельно. Енергоконсервація (або енергозбереження — вужчий, але широковживаний в Україні термін) (англ. energy conservation) та поліпшення енергоефективності відіграють у цьому важливу роль. Прикладом ефективної енергоконсервації є покращення ізоляції будівель (термосанація); прикладом покращення енергоефективності є когенерація тепла та електроенергії. Розумний лічильник електроенергії може планувати споживання електроенергії на час, коли вона дешевша.
По завершенню перехідного періоду, при подальшому зростанні виробництва відновлюваної енергії, очікується, що через 50 років вона повністю (або майже повністю) замінить традиційну (відповідно до прогнозу 2011 року Міжнародного Енергетичного Агентства (МЕА), значно знизивши викиди парникових газів.

## Статус в окремих країнах

### Австрія

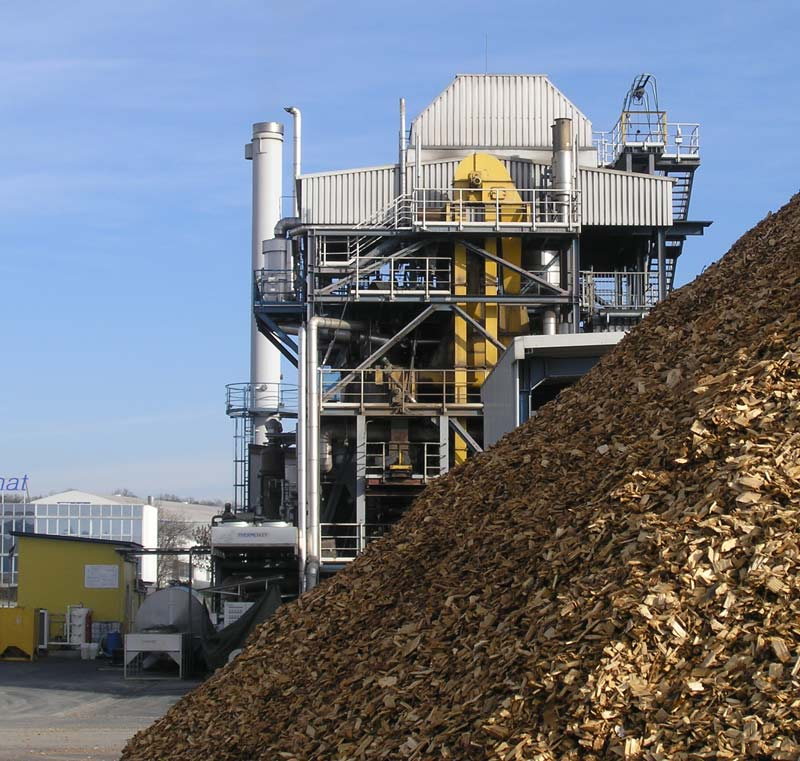
Установка по газифікації деревини для виробництва тепла та електроенергії в місті Гюссінг

З огляду на географічне розташування, виробництво енергії в Австрії значною мірою здійснюється з відновлюваних джерел, переважно гідроенергетика. Більше 76 % внутрішнього виробництва в 2009 році дала відновлювана енергетика, 14 % було отримано спаленням природного газу та 9 % спаленням нафти. Відповідно до Федерального Конституційного Закону Без'ядерної Австрії, в Австрії не має діючих АЕС.
Але Австрія не виробляє достатньої кількості енергії — власне виробництво складає лише 31 % загальноавстрійського споживання, яке серед іншого включає транспорт, виробництво електроенергії та обігрів. Нафта становить бл. 42 % загального споживання енергії, відновлювальна енергія — 23 %, газ — 23 %, та вугілля — 12 %. Тому по відношенню до загального енергоспоживання, доля відновлювальних джерел енергії виросла лише на 1 % за останні 20 років. І відсутній тренд до енергетичного переходу в виробництві екоенергії — фактична доля якої в Австрії постійно знижується протягом останніх 10 років, незважаючи на те, що екоенергія (електроенергія з біомаси) постійно зростає — з 37 ТВт/г у 1997 р. до 45 в 2010 р.
Однак енергетичний перехід в Австрії можна побачити в деяких містах, селах та регіонах. Наприклад, місто Гюссінг у землі Бургенланд є першопрохідцем у незалежному та сталому виробництві енергії. З 2005 року, Гюссінг виробляє більше тепла (58 ГВт/г) та електроенергії (14 ГВт/г) від відновлювальних джерел, ніж потрібно місту. Бургенланд планував отримувати всю потрібну електроенергію з відновлювальних джерел вже з 2013 року — відповідно до резолюції парламенту землі від 08.06.2006 р. Досягнути цього передбачалось переважно за рахунок встановлення додаткових вітряків — реалізація всіх запланованих проектів повинна була збільшити кількість турбін до 290, з загальною потужністю до 520 МВт.

### Велика Британія
Велика Британія в першу чергу фокусується на вітроенергетиці (як на землі, так і на морі), і зокрема сильно пропагує створення офшорної вітроенергетики. Маючи встановлену потужність офшорної вітроенергетики бл.2,1 Гігаватт (бл. половини світової потужності світової), Британія є тут беззаперечним лідером.
На кінець 2012, країна мала 8,4 Гігаватта встановленої потужності вітрової енергетики, що дозволило їх зайняти 4-те місце в світі, після Китаю, США та Німеччини. Спочатку виробництво вітрової енергії підтримувалось системою квот, але це не давало ефекту — встановлені цілі зростання частки в загальному виробництві електроенергії постійно порушувались. Для виправлення цього, замість квот уряд запровадив зелений тариф.

### Данія
Данія, як країна, залежна від імпорту нафти, сильно постраждала від нафтової кризи 1973 року. Це спричинило громадське обговорення щодо побудови АЕС для диверсифікації поставок енергії. Однак виник сильний антиядерний рух, який піддав значній критиці плани уряду щодо АЕС, і це зрештою призвело до резолюції 1985 року не будувати ніяких АЕС у Данії. Натомість країна вирішила обрати відновлювальну енергетику, з фокусом на вітроенергетиці. Вітрові турбіни для виробництва енергії вже мали давню історію в Данії, починаючи з кінця 19 сторіччя. І ще в 1974 панель експертів зазначала, «що можливим є задоволення до 10 % данської потреби в електроенергії за рахунок вітроенергетики, без якихось особливих технічних проблем для мереж електропередач.» Данія розпочала реалізацію проектів вітроелектростанцій — хоча спочатку з невеликим успіхом.
Натомість, розвиток отримали малі установки, які часто продавалися приватним власникам, наприклад фермам. Державна політика підтримувала їх будівництво; а позитивні географічні фактори, такі як хороша сила вітру та децентралізоване розташування населення Данії, сприяли їх поширенню. Свою роль відіграла і відсутність адміністративних перепон. Поширення отримали маленькі системи, спочатку з потужністю лише 50-60 КВт — використовуючи технологію 1940-х і часто виготовлені майже кустарним способом. Наприкінці 1970-х та у 1980-ті відкрився активний експорт турбін до США, які також переживали перший бум вітроенергетики. В 1986 році в Данії було бл. 1200 вітряних турбін, хоча вони все ще складали лише 1 % всієї електроенергії Данії. А в 2011, відновлювальна енергія склала 41 % споживання електроенергії, в тому числі вітроенергетика — 28 %. Уряд Данії має мету збільшити частку вітроенергетики до 50 % до 2020 та зменшити викиди двоокису вуглецю до того ж часу на 40 %.
22 березня 2012, Данське Міністерство Клімату, енергії та Будівництва опублікувало документ на 4-х сторінках під назвою «Енергетична угода Королівства Данії», в якому викладені довгострокові принципи данської енергетичної політики.
Встановлення в нових будинках опалення на нафтопродуктах або газі заборонено з початку 2013; з початку 2016 таке опалення буде заборонено і в існуючих будинках. Одночасно надається державна підтримка для заміни систем обігріву. Мета Данії — зменшити частку викопного палива до 33 % в 2020 році та отримати повну незалежність від нафти та газу до 2050.

### Франція
З 2012 року у Франції тривають політичні дискусії про енергетичний перехід та те, як від цього може виграти французька економіка.
У вересні 2012 р., Міністр навколишнього середовища Delphine Batho запропонував термін «екологічний патріотизм.» Уряд створив робочий план щодо можливого початку енергетичного переходу. За результатами національних дебатів у відповідь на питання, поставлені урядом, у липні 2013 р., лідерами дебатів було передано уряду ряд пропозицій, зокрема екологічне оподаткування та розвиток «розумних електромереж».

### Німеччина

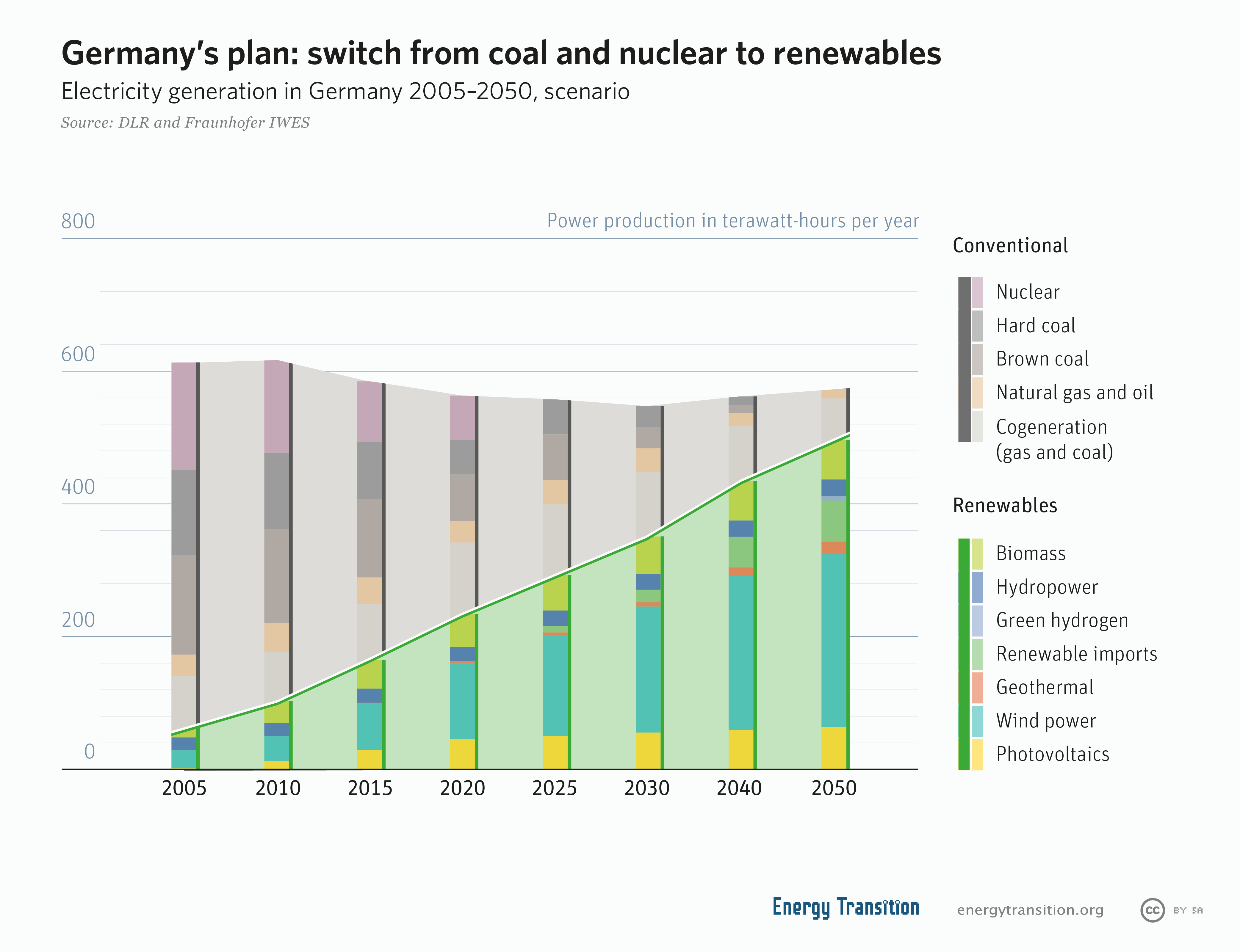
Сценарій майбутнього виробництва електроенергії в Німеччині — приклад переходу на відновлювані джерела енергії, що триває.

Ключовий політичний документ, який визначав Енергетичний перехід (Energiewende) був опублікований німецьким урядом у вересні 2010, за півроку до ядерної аварії на Фукусімі. Відповідна законодавча підтримка була прийнята в 2011 році. Основні аспекти включають:
- зменшення викидів парникових газів: зменшення викидів на 80—95 % до 2050;
- цілі по відновлюваній енергії: 60 % частка до 2050 (гідро-, сонячна та вітрова енергія);
- енергоефективність: ефективність по електроенергії — до 50 % до 2050;
- відповідне стимулювання науково-дослідницьких розробок.

Політика отримала підтримку німецького федерального уряду та мала результатом величезне зростання обсягу відновлюваної енергетики, особливо вітроенергетики. Доля відновлюваної енергетики в Німеччині зросла з бл. 5 % в до 17 % в 2010, майже досягнувши середнього по країнах ОЕСР (Організація економічного співробітництва та розвитку) значення, яке становило 18 %. Виробникам відновлюваної енергетики був гарантований фіксований зелений тариф на 20 років, а отже і фіксований дохід. Були створені енергетичні кооперативи та здійснені заходи щодо децентралізації контролю та прибутків. Великі енергетичні компанії мають непропорційно малу частку на ринку відновлюваної енергетики. Частина АЕС була закрита, а 9, що залишились, мають бути закриті у 2022, раніше, ніж планувалось їх проектами.
Однак наслідком зменшення залежності від АЕС стало зростання залежності від викопного палива, оскільки одним з факторів, що пригнічував ефективне застосування нової відновлюваної енергії була відсутність інвестицій у енергетичну інфраструктуру для доступу електроенергії на ринок. За оцінками, потрібно побудувати або модернізувати майже 8 300 км ліній електропередач. Різні землі Німеччини мають різне ставлення до прокладення нових ліній електропередач.
Вартість електроенергії для галузі була заморожена, і збільшена вартість «Енергетичного переходу» була покладена на споживачів, у яких зростали рахунки за електроенергію. В 2013 німці сплачували одні з найбільших рахунків в Європі. І це вплинуло на готовність громад приймати рішення щодо будівництва нових ліній електропередач для відновлюваної енергетики.

### Японія
14 вересня 2012 японський уряд вирішив відмовитися від ядерної енергетики до 2030 або 2040 найпізніше. Уряд сказав, що докладе «всіх можливих зусиль» для досягнення цієї мети. Але вже через декілька днів уряд переглянув запланований процес відмови від атомної енергетики після тиску з боку цієї галузі. Основними аргументами були: процес відмови від атомної енергетики буде тягарем для економіки, і що імпорт нафти, вугілля і газу принесе високі додаткові витрати. Потім уряд схвалив енергетичний перехід, але залишив відкритими тимчасові рамки для виведення з експлуатації атомних електростанцій.

## Додатково
- Clean Tech Nation: How the U.S. Can Lead in the New Global Economy (2012) by Ron Pernick and Clint Wilder
- Deploying Renewables 2011 (2011) by the International Energy Agency
- Reinventing Fire: Bold Business Solutions for the New Energy Era (2011) by Amory Lovins
- Renewable Energy Sources and Climate Change Mitigation (2011) by the IPCC
- Solar Energy Perspectives (2011) by the International Energy Agency